# Ole Jul
Ole Jul (5. avgust 1852 – 30. septembar 1927) bio je norveški slikar.

## Biografija
Bio je učenik Andersa Askevolda u Bergenu od 1873–74. i studirao je na likovnoj akademiji u Diseldorfu od 1876–82. godine. Po završetku studija 1882. godine ekonomski uslovi u Norveskoj su bili takvi da je malo umetnika moglo živeti od svog rada. Jul je bio primoran da radi kao fotograf da bi preživeo i živeo je vise godina na Elverumu.
Umetnicko društvo grada Trondhajma bio je Julov najvažniji kanal prodaje. Od 1877. do 1898. godine ovo udruženje je prodavalo Julove slike. Jul je stekao popularnost tek 1922. godine, u 70. godini života, nakon velike izložbe u Oslu. Likovni kritičari bili su oduševljeni izložbom. Između ostalog, dnevnik Dagbladet je Jula opisao kao "slikara značajnog talenta”. Posle izlozbe se preselio na Erland. To je uradio jer je želeo da slika horizonte, koji su mu bili omiljeni motiv. Iz svog doma imao je i pogled na svetla i boje mora i neba koje su se spajale u Trondhajmskom fjordu.
Jul je slikao realistične slike koje pružaju precizne informacije o životu i radu ljudi na plaži. On je bio svestan da je prvenstveno bio slikar prirode i izrazio je žaljenje sto je na Akademiji u Dizeldorfu fokus više bio na studijskim slikama. Smatra se da je Julova forma «impresionistička skica». On je motive smatrao naturalističkim, i na mnogim slikama je prisutna svežina. Kao i većina slikara, bilo mu je teško da ovu svežinu prenese na velike slike. Jul je poznat po sivim tonovima svojih slika sa motivima morske obale. Njegovi centralni motivi bili su plaže sa kućicama za čamce, brodovi, uvale i horizonti. Verovatno je bio pod uticajem holandske škole koja je bila na svom vrhuncu dok je Jul studirao. Julov izbor scena i njegovu tehniku odlikuje svestranost. Istoričar umetnosti Karl V. Šnitler je dao ovu procenu u biografskom članku iz 1926. godine: "Njegove završene slike deluju trezveno, ali skice su izuzetno zdrave i siroko naslikane i inspirisane živim osećajem prirode. Iako slike pokazuju znake uticaja Diseldorfske škole, istoremeno su razvijene i kvalitetne».

## Spoljašnje veze
- Privat side om Ole Juul Архивирано на веб-сајту  (12. август 2013)